# Bradenton
Bradenton è una città degli Stati Uniti d'America, nella contea di Manatee, nello Stato della Florida.